# Amelio Piceda
Amelio Piceda (ur. 25 czerwca 1917, zm. 3 marca 1985) – argentyński bokser, zawodowy mistrz Argentyny w kategorii półśredniej.
Jako amator dwukrotnie zdobywał medale na mistrzostwach panamerykańskich w roku 1937 i 1938.
Na zawodowym ringu zadebiutował 20 grudnia 1939. W debiucie jego rywalem był rodak Enzo Rolla. Piceda wygrał przez techniczny nokaut w 6 rundzie. Po stoczeniu 30 zawodowych walk, w tym pokonaniu mistrza Chile Simona Guerry, byłego mistrza Argentyny Victora Castillo oraz mistrza Meksyku Kida Azteki, Piceda przystąpił do pojedynku z nieznanym bokserem Domingo Archino, niespodziewanie przegrywając na punkty. W tym samym roku dwukrotnie zrewanżował się swojemu pogromcy, wygrywając na punkty.
Ostatni zawodowy pojedynek stoczył 7 kwietnia 1951 roku, kończąc karierę z rekordem 48-4-13.